# アトリエピーチ
アトリエピーチは日本の音響制作会社。その他に芸能事務所として、主に声優のマネージメントを行っている。

## 所属声優

### 男性
- 植木亨（預かり）
- 小宅悠一
- 囲まこと
- 島田友樹
- 関通利
- 立花十四朗
- 内藤大樹
- 柊唯也
- 氷室省吾

### 女性
| あ行 - 赤月ゆむ - 乙倉由依 - 卯衣天ぺん（預かり） か行 - 金松由華 - 叶一華 - 霧島はるな さ行 | な行 - 長田梢 は行 - 花宮あづま（預かり） - 波野夏花 - 冬野めろん（預かり） - 冬宮あずき（預かり） | ま行 - もな（休業中） や〜ら行 - 矢吹ゆみ - 由倉奈於 |

### ジュニア
| あ行 - 池多けい - 海音ねう - 梅宮ここ か行 - 加賀美こころ（休業中） - 加治屋馨子 - 花月さや - くどう彩織 | さ行 - 神話タナト な行 | は行 - 藤立夏 ま行 - 丸見ぱいん - 弥刀太一 や行 |

## かつて所属していた主な声優

### 男性
- 淺川正寛（フリー）
- 織田圭祐（ケンユウオフィス退所後引退）
- 内野一（フリー）
- 根津貴行（現所属：アル・シェア）
- 原田友貴
- 武藤賀洋（舞台演出家として劇団新和座に所属）

### 女性
- 綾音まこ（フリー）
- ありかわ真奈（現所属：Honey Rush）
- 藍川珪
- あかがわまき
- 亜月ちえみ
- 和泉なゆ花
- 伊藤麻衣（現所属：Jac in production）
- 井上みゆ
- 今谷皆美（フリー）
- 宇佐美日和
- 江幡育子（現所属：ZIZZ STUDIO）
- 大野まりな（現所属：Honey Rush）
- 小倉結衣（フリー）
- 風花ましろ（現所属：Honey Rush）
- 春日アン（現所属：ロックンバナナ）
- 川瀬ゆう子（現所属：エーエス企画）
- 川中瀬奈
- カンザキカナリ（フリー）
- 妃咲みぁ（引退）
- こなみ由梨
- さくらなつみ（現所属：フェザード）
- 櫻井ありす（現所属：劇団ちょーごーきん）
- 佐藤美佳子（現所属：イエローテイル）
- 三五美奈子（フリー）
- 静木亜美
- 渋谷ひめ
- 新堂真弓
- 鈴谷まや（フリー）
- 高村優里
- 月森ねね
- 友永朱音（現所属：アクセルワン）
- 永井ちひろ
- 夏目久美
- 七生みこと
- 七瀬あかり
- 南乃こと
- 幡宮かのこ（現所属：イエローテイル）
- ひうらまさこ
- 風鈴みすず
- 藤邑鈴香
- 真木碧（フリー、フォレストリンク（業務提携））
- MARIO
- 水野七海[1]
- 宮川美保（現所属：青二プロダクション）
- 八ッ橋きなこ
- 八尋まみ（フリー）
- 結城ほのか（現所属：Honey Rush）
- 雪都さお梨
- 雪乃みさと
- 雪村とあ（フリー[2]→ansur（アンスール）プロダクション[3]）
- 蓮香（フリー）
- 優月心菜